# Ancora una volta prima di lasciarci
Ancora una volta prima di lasciarci è un film italiano del 1973 diretto da Giuliano Biagetti.

## Trama
Due coniugi, il cui matrimonio è naufragato, rievocano durante un ultimo incontro, scene ed episodi della loro vita di coppia. È l'occasione per confessarsi i reciproci inganni e per essere finalmente sinceri.

## Distribuzione
È noto anche con il titolo Conoscenza matrimoniale.
In Francia venne distribuito con il titolo Encore une fois avant de se quitter.
È stato trasmesso in televisione per la prima volta su Rete 4 il 6 settembre 2019.